# Hubert Aust
Hubert Aust (31. října 1891 Olomouc-Chválkovice – 20. prosince 1955 Olomouc) byl český akademický architekt. 

## Život
Otec pracoval jako strojník na pile  a z jeho sedmi dětí pouze Hubert dostal vyšší vzdělání. V letech 1911–1914 studoval  na Uměleckoprůmyslové škole  v Praze, kde v té době působil i velmi známý architekt Josip Plečnik. Znal se i s architekty Bohuslavem Fuchsem, předním brněnským architektem, a pražským architektem Josefem Štěpánkem. 
V období mezi první a druhou světovou válkou Aust pracoval  jako samostatný architekt v Olomouci, kde projektoval své nejvýznamnější práce Husův sbor a Mauzoleum jugoslávských vojínů. Pracoval také pro klienty z okolních měst, například v Mohelnici, Bystřici pod Hostýnem, Bohuňovicích, Prostějově, Uničově.
Byl dvakrát ženatý, po smrti své první manželky se v roce 1926 znovu oženil.  V třicátých letech si pro sebe a pro svou rodinu postavil luxusní vilu v Hodolanské ulici. Ke konci třicátých let pak dosáhl svého největšího věhlasu a velmi se podílel na rozvoji výtvarného života v Olomouci.  Od konce čtyřicátých let  pracoval jako projektant ve Stavoprojektu.
Hubert Aust zemřel 20. prosince 1955 v Olomouci.  Urna s jeho ostatky je uložena v kolumbáriu olomouckého Husova sboru na čelném místě (7/429). 

## Dílo
Austův počáteční sklon k neoklasicizujícímu výrazu, se později měnil tíhnutím k českému rondokubismu. Kolem poloviny 20. let v některých nájemních domech uplatnil prvky dekorativismu (soubor obytných domů Nová Rodina, společně s V. Hejným). 
Později preferoval věcné a jednoduché pojetí architektury - známé jako holandský neoplasticismus. Tento směr se uplatnil především v jeho projektech rodinných domů a vil. Charakteristickou ukázku Austovy pozdní funkcionalistické tvorby zastupuje obytný dům ve Vlkově ulici 27 v Olomouci z roku 1938, který patří  mezi Austovy nejmodernější počiny.
Významné práce:
- 1924–1925  projektoval Husův sbor v Olomouci, 1925–1926 postavil František Petřík
- 1938  projektoval kolumbárium pod Husovým sborem v Olomouci, září 1940–duben 1942 postavil Jan Komrska z Olomouce-Lazců[2]
- 1926  Mauzoleum jugoslávských vojínů v Bezručových sadech v Olomouci
- 1927–1928 obchodní a obytný dům firmy Svoboda čp. 797 v Olomouci, sochařská výzdoba Karel Lenhart[3]
- 1927–1929 měšťanská škola v Olomouci, Gorkého ulici[4]

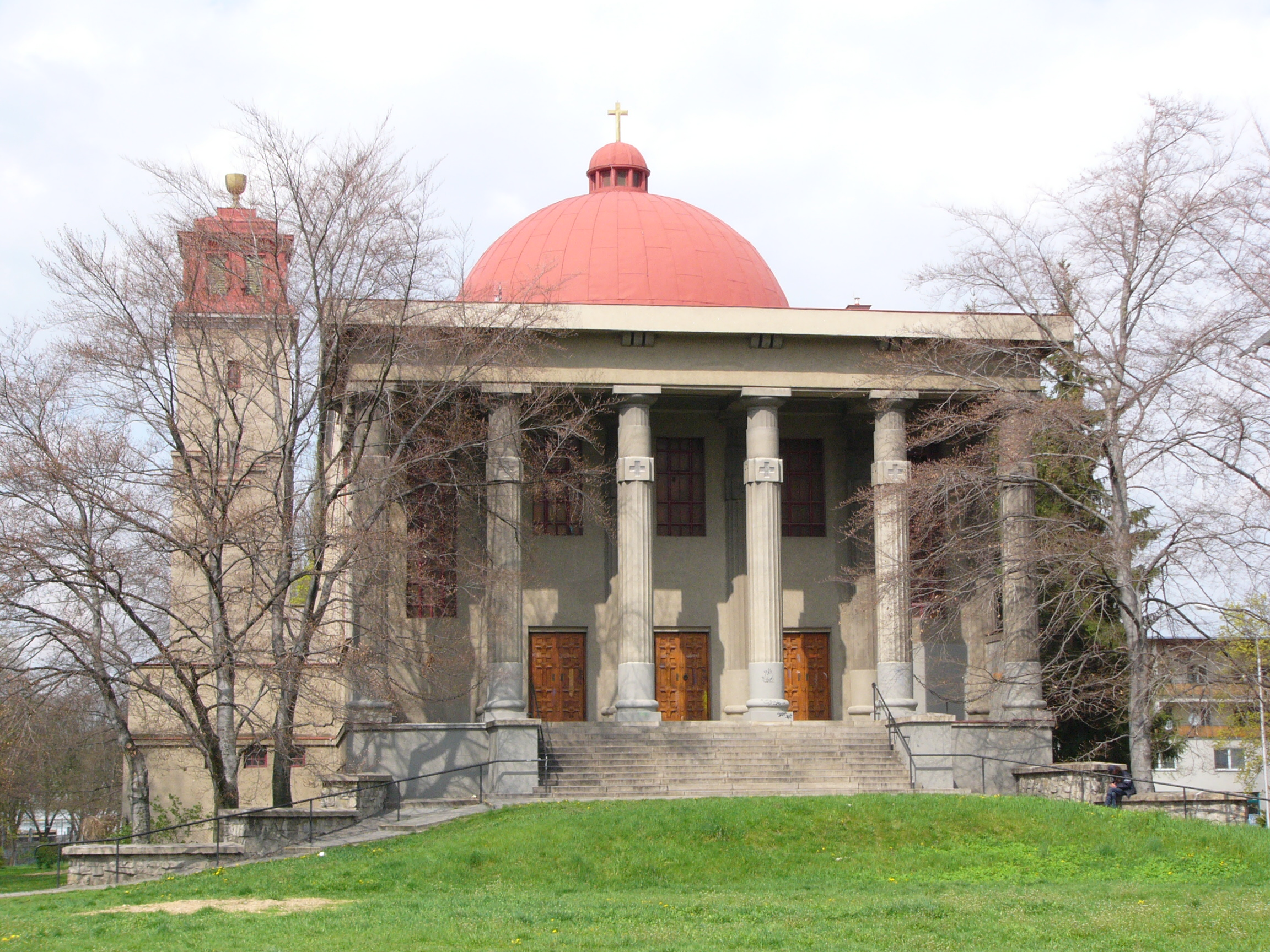
Husův sbor
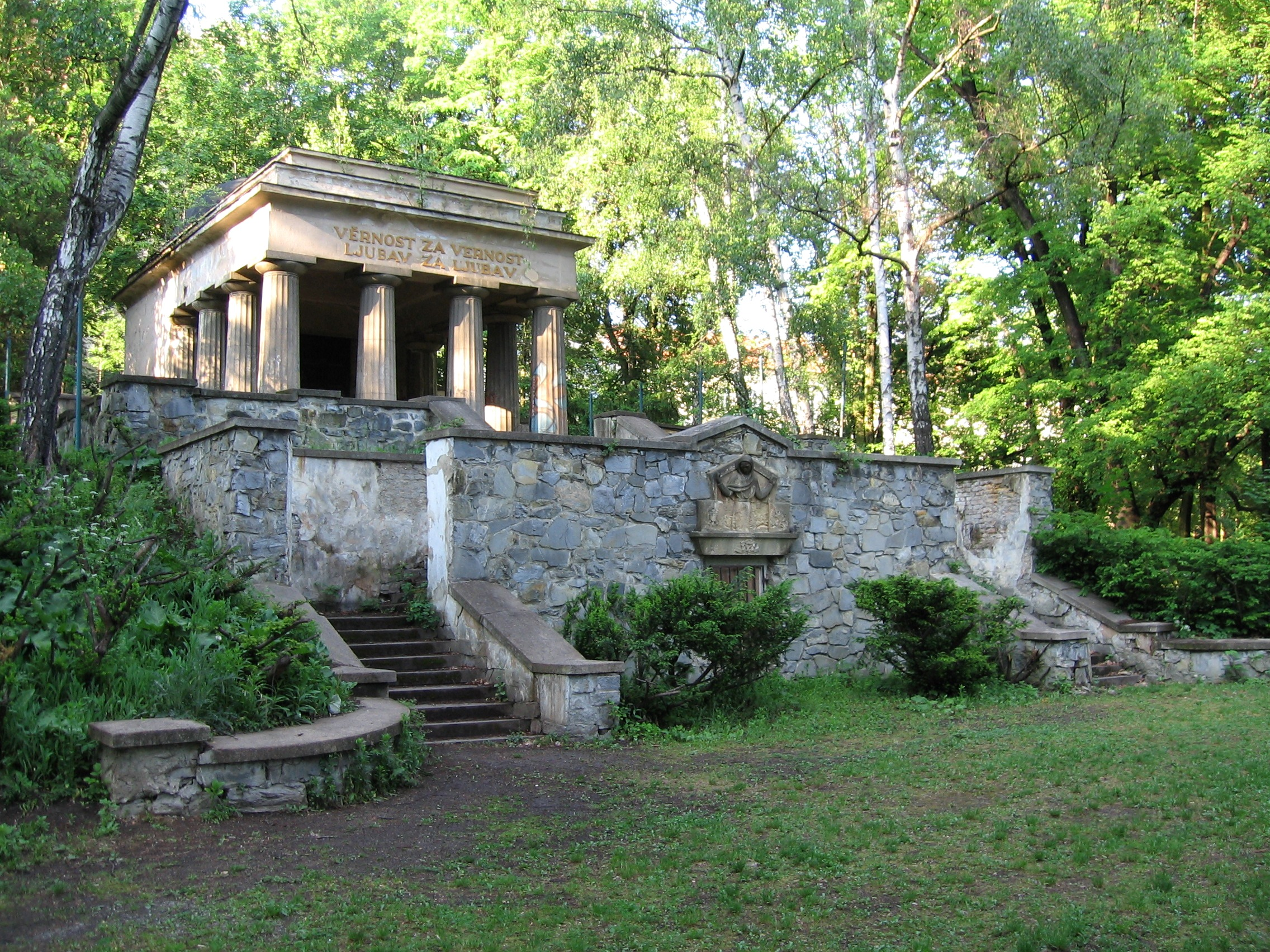
Mauzoleum jugoslávských vojínů
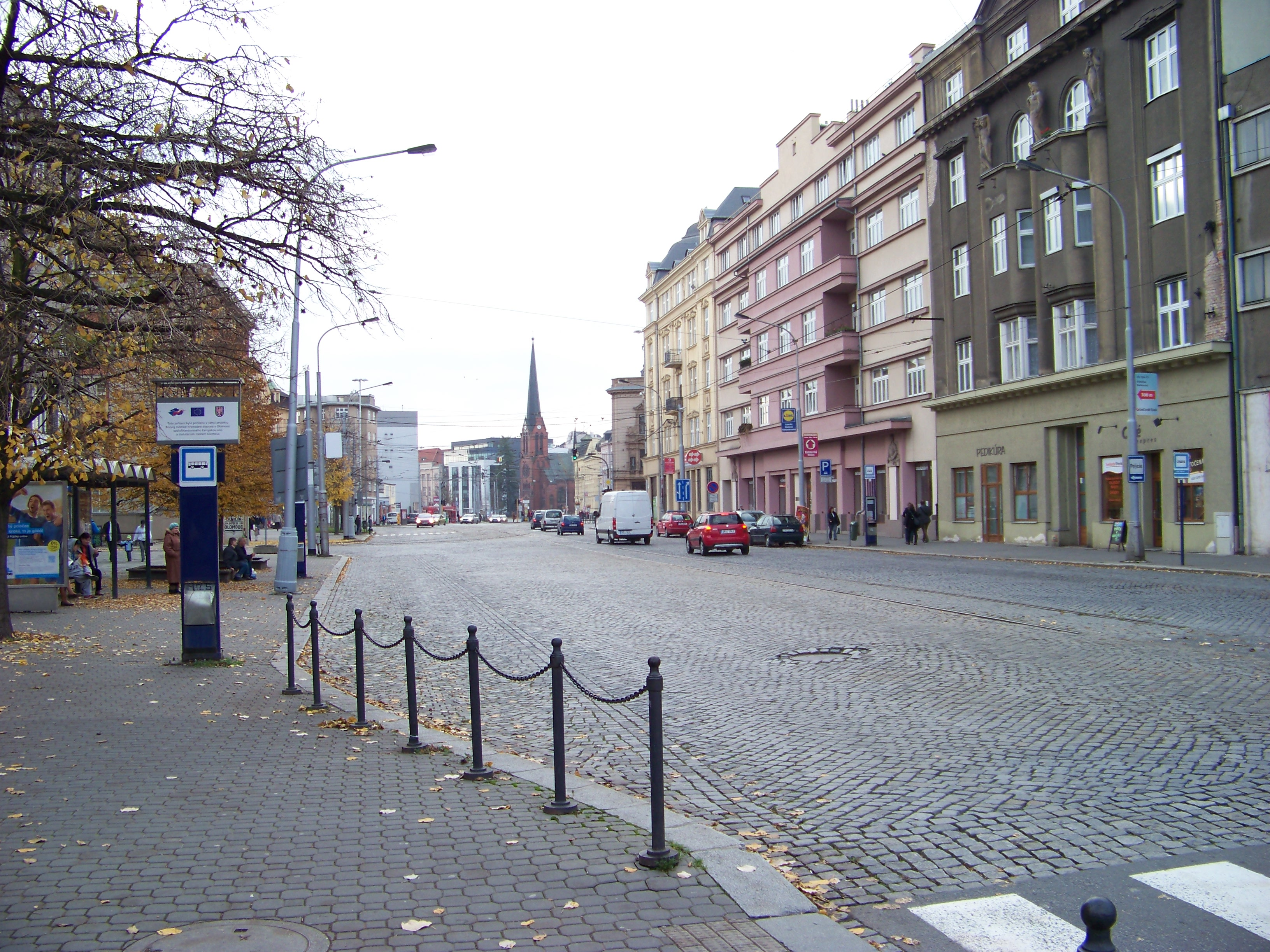
Obchodní a obytný dům firmy Svoboda (uprostřed, s dvoubarevnou fasádou)